# Felix Ziegel
Felix Iurievici Ziegel (în rusă Феликс Юрьевич Зигель, n. 20 martie 1920, Moscova, Gubernia Moscova⁠(d), RSFS Rusă – d. 20 noiembrie 1988, Moscova, RSFS Rusă, URSS) a fost un cercetător sovietic, doctor în științe și cercetător doctor docent de cosmologie la Institutul de Aviație din Moscova, autor al 43 de cărți științifice și de popularizare a științei și a peste 300 de articole despre astronomie și despre  explorarea spațiului, în general considerat ca fondator al ufologiei rusești.
Ziegel, co-fondatorul primului grup sovietic de cercetare a OZN-urilor care a fost aprobat oficial, a devenit o senzație peste noapte când, la 10 noiembrie 1967, a vorbit la televiziunea centrală sovietică și a prezentat un raport amplu despre observațiile OZN-urilor înregistrate în Uniunea Sovietică și a încurajat telespectatorii să-i trimită lui și colegilor săi rapoarte directe ale observațiilor acestora, ceea ce a dus la o ploaie de scrisori și rapoarte.
Ziegel a decedat în noiembrie 1988 și i-a lăsat fiicei sale spre păstrare 17 volume nepublicate cu documente ale cercetărilor sale.

## Biografie

### Primii ani
Felix Ziegel s-a născut la Moscova la 20 martie 1920, tatăl său a fost avocatul Iuri Constantinovici Ziegel, un etnic german de origine rusă, și mama sa a fost Nadejda Platonovna. „Am fost condamnat la moarte înainte de a mă naște”, obișnuia să spună Felix Ziegel mai târziu, referindu-se la circumstanțele extreme ale nașterii sale.

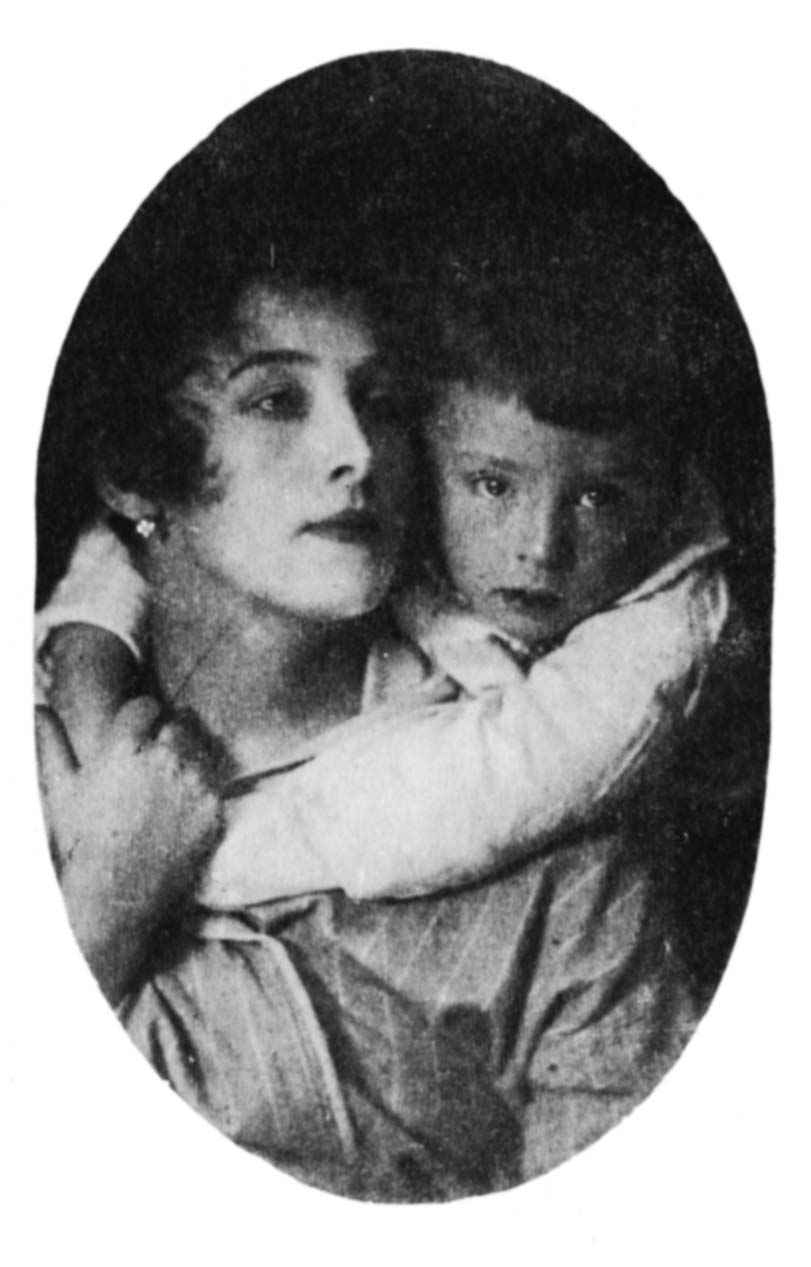
Nadejda și Felix Ziegel. 1925

În martie 1920, studenta Nadejda, în vârstă de 22 de ani, s-a trezit pe coridorul CEKA al morții, așteptând să fie împușcată de către un pluton de execuție pentru presupuse „activități contrarevoluționare”. Potrivit memoriilor nepoatei sale Tatiana Constantinova-Ziegel, vederea unei „tinere frumuseți condamnată la moarte în ultimele ei zile de sarcină” a avut un efect atât de tulburător asupra unui ofițer superior investigator, încât acesta a deschis imediat ușa și i-a dat drumul. La o săptămână după eliberarea ei miraculoasă, Nadejda a născut un fiu. Părinții l-au numit Felix, nu după Felix cel de fier, așa cum au sugerat jovial unii dintre prietenii familiei, ci în cinstea prințului Felix Iusupov, bărbatul din spatele uciderii lui Grigori Rasputin, pe care soțul și soția l-au venerat.
Felix Ziegel și-a petrecut primii ani la țară, la dacea familiei sale din Tarusa unde, la vârsta de șase ani, și-a construit un telescop primitiv și a început să țină primul său jurnal de observații astronomice. După 1917, Iuri Ziegel i-a oferit fiului său o educație excelentă, atât tehnică, cât și umanitară. Tânărul Felix, în afară de pasiunea sa pentru astronomie, a arătat un interes profund pentru istorie, filosofie, arhitectura Bisericii Ortodoxe Ruse și pentru teologie. Influențat de tutorele său spiritual Alexandr Vvedenski, la ale cărui predici a participat în mod regulat în adolescență, Felix a s-a gândit pentru o vreme să urmeze o carieră ca duhovnic. Iubirea sa pentru astronomie a predominat în cele din urmă, iar în 1938 s-a înscris la facultatea de Mecanică și Matematică a Universității de Stat din Moscova. 
Cu doi ani mai devreme, tânărul de șaisprezece ani a participat la prima sa expediție științifică; împreună cu o echipă de oameni de știință acesta a călătorit în Kazahstan pentru a observa o eclipsă totală de Soare. Acolo Ziegel s-a întâlnit cu un membru al unei expediții americane care a avut tabăra în apropiere. Numele americanului era Donald Howard Menzel, a cărui carte câțiva ani mai târziu avea să-i schimbe viața.
În 1939, Felix Ziegel, student în anul II, a fost expulzat de la Universitate după arestarea tatălui său, care a fost acuzat că ar fi planificat distrugerea unei fabrici din Tambov. Curând s-a dovedit că raportul anonim a fost întocmit de un vecin, al cărui plan era să se mute în apartamentul celui închis. După doi ani petrecuți în închisoare, Iuri Ziegel a fost eliberat, dar era distrus fizic cât și moral. Piciorul său a trebuit amputat ca urmare a așa-numitei torturi juravl („macaraua”), prin care un prizonier era obligat să stea într-un picior în timpul interogatoriului.

### Carieră
În 1941, când a început Marele Război Patriotic, Iuri Ziegel, un etnic german, a fost deportat la Alma-Ata împreună cu familia sa. Felix a reușit să se întoarcă la Universitate pe care a absolvit-o în 1945. În același an a fost publicată prima sa carte „Eclipsele Lunii”. În 1948, după trei ani de muncă la Academia de Științe a URSS, a obținut diploma de candidat în științe (Кандидат наук) în domeniul astronomiei și a început să țină cursuri, mai ales la Institutul de Geodezie și Cartografie din Moscova și la Planetariu. Cele mai populare emisiuni vorbite în aceea perioadă au fost Viața pe Marte și Tunguska. Cea din urmă, bazată pe povestirea SF Explozia (Взрыв) a lui Alexander Kazanțev, era cu un soldat în rolul principal care era interpretat de un actor profesionist, care implica publicul într-o discuție cu privire la natura Fenomenului Tunguska din 1908.
Felix Ziegel a fost primul om din Uniunea Sovietică care a venit cu ipoteza că explozia de la Tunguska a fost rezultatul unui accident de navă spațială extraterestră care, potrivit autorului, a făcut o manevră în timpul unei deplasări în curbă de 600 de kilometri înainte de a exploda în aer. Conceptul său era în contradicție cu „teoria meteoritului” oficială, dar un deceniu mai târziu aveau să fie găsite dovezi, coroborând ideea sa că obiectul a intrat astfel într-adevăr în atmosferă, înainte de a lovi Pământul. Această din urmă descoperire a venit ca urmare a numeroaselor expediții în regiune care au fost făcute în anii 1960 de către entuziaști care, la rândul lor, au fost inspirați inițial după ce au citat prelegerile lui Ziegel.
În 1963, Ziegel, acum co-autor (împreună cu Valeri Burdakov), al primului manual universitar sovietic despre cosmonautică și explorarea spațiului, a devenit doctor docent în astronomie la Institutul de Aviație din Moscova. În același an, a citit cartea lui Donald Menzel Flying Saucers publicată în limba rusă, care a reaprins interesul pentru posibilele contacte cu viața extraterestră.

### Studii OZN
În mai 1967, primul grup oficial sovietic de studiu al OZN-urilor a organizat o întâlnire la Centrul de Aviație și Cosmonautică din Moscova, cu generalul maior Piotr A. Stoliarov la conducere și Ziegel ca adjunct. În octombrie, comitetul de cosmonautică DOSAAF a invitat grupul să lucreze sub auspiciile sale. Înainte de această întâlnire, Ziegel a publicat un articol în revista „Smena”, în care a scris:
„Aceste OZN-uri au fost văzute în toată Uniunea Sovietică; navele au orice formă posibilă, mici, mari, turtite, sferice. Sunt capabile să rămână pe loc în atmosferă sau să meargă cu 100.000 de kilometri pe oră. Se deplasează fără a produce cel mai mic sunet, creând în jurul lor un vid pneumatic care le protejează de arderea în stratosfera noastră. Navele lor au capacitatea misterioasă de a dispărea și a de reapărea după bunul lor plac. În plus, acestea sunt capabile să ne afecteze resursele de energie, oprind centralele de producere a energiei electrice, stațiile de radio și motoarele noastre, fără ca totuși să le deterioreze permanent. O tehnologie atât de rafinată poate fi doar rodul unei inteligențe care este într-adevăr mult superioară celei a noastre.”
Articolul a provocat furori în URSS și a fost considerat în Occident ca o prima dovadă că sovieticii erau conștienți de fenomenul OZN.
În acest moment Ziegel și-a completat capitolul din cartea sa numită Naselionni Kosmos (Cosmosul locuit), care prezenta datele colectate de echipa de oameni de știință sovietici cunoscuți, precum și numeroase rapoarte ale piloților ruși extrase din arhivele Ministerului Aviației Civile. Această cercetare ambițioasă privind problema inteligenței extraterestre a fost programată să fie publicată de Editura Nauka a Academiei de Științe a URSS în 1968. Redactorul șef al proiectului a fost Boris Konstantinov, vicepreședintele Academiei, iar academicienii Vitali Ghinzburg, Anatoli Blagonravov și Vasili Parin au fost printre membrii echipei de recenzori științifici. 
La 10 noiembrie 1967, Stoliarov și Ziegel, vorbind la televiziunea centrală, i-au încurajat pe telespectatori să trimită rapoarte despre întâlniri cu OZN-uri la care au fost martori. Răspunsul a fost uimitor: a arătat, după cum a scris mai târziu Ziegel, că fenomenul OZN era într-adevăr răspândit. Dar înainte ca acest Comitet (care în acel moment a cuprins peste 200 de oameni de știință și profesioniști de nivel înalt) să poată începe chiar să lucreze asupra informațiilor primite, activitatea sa a fost anulată brusc. La sfârșitul anului 1967, departamentul de fizică al Academiei Sovietice de Științe, condus de Lev Artsimovici, a adoptat o rezoluție prin care denunța studiul OZN-urilor ca atare. În februarie 1968, Ziegel a făcut un raport la o discuție la nivel înalt care a fost organizată la Moscova, la care au participat academicienii Leontovici, Mustel și Petrov. Câteva zile mai târziu, a primit o scrisoare de la Edward Condon, directorul proiectului OZN al Universității din Colorado, care a sugerat ca grupurile sovietice și americane ar trebui să coopereze, începând cu schimbul de informații. Ziegel și alți doisprezece membri ai grupului său au semnat o scrisoare prin care au solicitat guvernului sovietic să creeze o organizație sponsorizată de stat care ar trebui să coordoneze toate cercetările OZN din țară. Luna viitoare a primit răspunsul oficial: acesta a fost negativ.
Cosmosul locuit era deja tipărit, când Boris Konstantinov a murit brusc în iulie 1969. Academicianul Lev Artsimovici a cerut confiscarea cărții pentru a fi adusă în fața academicianului Vasili Fesenkov pentru o examinare ulterioară. Rezumatul semnat de Artzimovici și Fesenkov a afirmat că: „Împreună cu articolele bazate pe dovezi științifice puternice, am găsit acolo câteva știri de senzație pseudo-științifice (OZN-uri, fenomenul Tunguska etc.) mai asemănătoare cu fabulele, care nu pot fi publicate în niciun fel sub auspiciile Academiei".
Ziegel și Pekelis au înaintat un protest oficial. Acesta a fost susținut de Parin, noul redactor-șef al almanahului, dar a fost respins de Mihail Millionșcikov, vicepreședintele Academiei. Ediția puternic cenzurată din 1972, conform Argumenty i Fakty, „a zguduit profund cititorii”, dar nu a fost menționat nimic despre vreun OZN sau evenimentul Tunguska. „Eforturile noastre de a spune adevărul despre fenomenul OZN către o largă comunitate științifică au eșuat complet”, a recunoscut Ziegel ulterior.

Felix Ziegel în Șarapova Ohota, regiunea Moscovei, 1977. Desenul, realizat conform rapoartelor martorilor, prezintă un OZN, despre care se presupune că a fost văzut chiar în acest loc

La începutul anului 1973, Ivan F. Obrazțov, rectorul Institutului de Aviație din Moscova (Московский авиационный институт, MAI) (și mai târziu ministrul educației al RSFSR) i-a cerut lui Ziegel o actualizare cu privire la „situația actuală din jurul problemei OZN”. Foarte impresionat de acesta, el a susținut ideea de a relua proiectul, dar mai târziu a mărturisit că nu i-ar putea oferi decât sprijin moral. Ziegel a convocat reuniunea specială a Consiliului Radioastronomiei al Academiei, invitând unii oameni de știință cunoscuți precum Vsevolod Troiţki și Nikolai Kardașev. Conferința sa a avut impact: într-o rezoluție formulată cu atenție, Consiliul a propus ca „procesul de schimb de date să fie menținut” între Consiliu și cercetătorii OZN. Ziegel a format apoi Grupul de studiu OZN la MAI, a întocmit un raport numit „Studiul preliminar al anomaliilor din atmosfera Pământului” și a inițiat ambițiosul simpozion OZN-77.
În iulie 1976 una dintre prelegerile lui Ziegel (aprobate de KGB, după cum a subliniat mai târziu), făcute în fabrica secretă Kulon din Moscova, a fost publicată în samizdat. Textul stenografiat de un amator și plin de greșeli, conținea date personale, inclusiv numerele de telefon ale autorului. Ceea ce a urmat atunci a fost ceea ce Ziegel a numit mai târziu „zilele sale de coșmar”. La 28 noiembrie 1976, scriitorul de literatură SF Ieremei Parnov a publicat în Komsomolskaya Pravda un articol intitulat „Tehnologia falsificării miturilor” care se referea la întreaga activitate de cercetare a OZN-urilor și cerea ca ufologia să fie etichetată ca „pseudoștiință”. Ziegel a răspuns prin articolul „Tehnologia minciunilor” (pe care nici un ziar din presa centrală nu a vrut să îl publice) și a avut o încercare nereușită de a-l da în judecată pe Parnov pentru calomnie.
Grupul de studiu OZN al lui Ziegel a fost desființat și a început ceea ce el a considerat ca o „campanie de calomnie a studiilor OZN în ansamblu”. Autoritățile MAI au format două comisii menite să „reevalueze” munca lui Ziegel. În timp ce una dintre ele a găsit impecabile activitățile profesionale ale lui Ziegel în institut, alta a avut o abordare mai profundă, implicând studii despre istoria familiei sale, în special despre „comportamentul” părinților săi înainte de 1917. Potrivit verdictului acestei a doua comisii, opera lui Ziegel a fost non-științifică și în întregime „auto-promoțională”, motivația ei fiind „ca Occidentul să devină interesat de propria sa persoană”. Potrivit comunicatului comun al celor două comisii, greșelile lui Ziegel au rezultat din „slaba sa cunoaștere a principalelor postulate ale marxism-leninismului”, ceea ce l-a determinat „să abordeze subiectul cu mult dincolo de calificarea sa științifică și domeniul său de cunoștințe”. Cererea cercetătorului ca acest verdict să fie discutat în mod deschis la comitetul de partid comunist al Institutului a fost ignorată.
Cu toate acestea, Ziegel a avut aliați influenți (pe care i-a menționat deseori, dar nu i-a specificat niciodată). În Scurtă istorie a cercetării OZN-urilor în Uniunea Sovietică a scris: „... astfel a trebuit să trimit scrisori către cele mai înalte instanțe ale țării noastre. I-am informat despre cât de important era ca OZN-urile să fie studiate în URSS, despre cât de gravă și semnificativă era această problemă și despre absurdul acestei campanii de presă. Și de data asta mi s-a auzit vocea. Aceste instanțe superioare au intervenit și s-au asigurat că nu vor fi întreprinse acțiuni represive împotriva mea.” Ziegel a fost expulzat din societatea Znaniie (Cunoaștere), unde a ținut prelegeri mai mult de treizeci de ani, dar și-a păstrat poziția la MAI. Oameni precum fizicienii V. A. Lașkovțev și B. N. Panovkin (fostul său student) au continuat să-l atace pe Ziegel; acesta a scris: „scriitorul I. Parnov nu trebuia să rămână în urmă. După cum m-a informat A. P. Kazanțev, vorbind la congresul special al autorilor Uniunii Scriitorilor de literatură științifico-fantastică din 23 februarie 1977, Ieremei Iudovici Parnov a insistat că prelegerile lui Ziegel erau actul subversiunii ideologice străine. Rezultatul lor direct a fost scăderea cu 40% a eficienței forței de muncă din industria noastră!”
În 1979 a fost creat un alt grup, de data aceasta neoficial, al entuziaștilor investigațiilor OZN. Au fost adunate treisprezece volume dactilografiate cu probe clasificate de observare a OZN-urilor, care au fost completate cu lucrări teoretice proaspete, totul a fost rezumat în teza extinsă numită „Introducere în viitoarea teorie a OZN-urilor”.

### Deces
În 1985, Ziegel a suferit un accident vascular cerebral. După ce și-a revenit, s-a întors la Institutul Aviației plin de idei noi și planuri de prelegeri. Un al doilea accident vascular cerebral s-a dovedit a fi fatal; iar Felix Ziegel a murit la 20 noiembrie 1988. Tatiana Konstantinova-Ziegel a declarat pentru Argymenty I Fakty în martie 2010: „Pentru tatăl meu stalinismul nu s-a încheiat niciodată. Când a izbucnit războiul, el, un etnic german, a fost deportat la Alma-Ata. După război, el a avut dificultăți, pentru că al doilea nume al său  a sunat prea evreiesc pentru mulți oameni. Și, în timp ce în anii dezghețului, întreaga țară a început să se scuture de această oribilă catatonie, în știință dominația „singurului punct de vedere corect” a rămas o normă. Obscurantismul și ignoranța, răutatea arătată de un grup de oameni și gelozia secretă a altuia - acestea au fost motivele care l-au împiedicat să-și răspândească ideile către publicul larg."
Conform ufology.net, cel puțin 50.000 de incidente OZN adunate de Ziegel au fost lăsate în memoria computerelor MAI. Tatiana Konstantinova-Ziegel a susținut că se află în posesia a 17 volume uriașe dactilografiate care conțin munca nepublicată a tatălui ei.